# بنك كارافرين
بنك كارافرين (بالفارسية: بانک کارآفرین) ، الذي يُترجم بالعربية إلى «مصرف ريادة الأعمال» هو مصرف خاص في إيران . تأسس في عام 2001 ، وهو الآن أحد البنوك الخاصة الرائدة في إيران وأيضًا أول بنك خاص يتم إنشاؤه منذ الثورة الإيرانية في عام 1979.

## روابط خارجية
- الموقع الرسمي نسخة محفوظة 19 نوفمبر 2016 على موقع واي باك مشين.